# حسین تدین
حسین تدین(۱۳۰۱تهران-) معاون نخست‌وزیر در دوران هویدا و رئیس دفتر طرح‌ها و بررسی‌ها بود.
حسین تدین در سال ۱۳۰۱ در اصفهان بخ دنیا آمد و پس از اتمام تحصیلات ابتدایی در اصفهان به تهران آمده و تحصیلات متوسطه و مدرک حقوق در دانشکده حقوق دانشگاه تهران را اخذ کرد. وی سپس به آلمان رفته و توانست دکترای علوم سیاسی اقتصادی را از دانشگاه «توبنیگن» آلمان دریافت نماید.
او سپس به ایران برگشته و از سال ۱۳۲۰ در وزارت دارایی مشغول به کار شد و به سمت‌هایی مانند: رئیس دفتر طرح‌ها و بررسی‌ها، مشاور اقتصادی نخست‌وزیر، معاون نخست‌وزیر رسید. او از کابینه دو تا چهارم هویدا معاونت نخست‌وزیری را بر عهده داشت.
او از اعضای مؤسس کانون مترقی بود.
معاون جدید نخست‌وزیر در سال ۱۳۲۰ در وزارت دارایی به خدمت دولت درآمد و آخرین سمت وی مشاور اقتصادی نخست‌وزیر بود.